# Наробіток
Наробі́ток (англ. operating time) — тривалість або обсяг роботи об'єкта. Наробіток може бути як неперервною величиною (тривалість роботи в годинах, кілометраж пробігу тощо), так і цілочисельною величиною (число робочих циклів, запусків, пострілів зброї тощо).

## Загальні поняття
Наробіток об'єкта, який працює неперервно, можна вимірювати в одиницях календарного часу. Якщо об'єкт працює з перервами, то розрізняють неперервний і сумарний наробіток. Для цього випадку наробіток також можна вимірювати в одиницях часу. Для багатьох об'єктів фізичне зношування пов'язане не лише з календарною тривалістю експлуатації, але і з обсягом роботи об'єкта, і тому залежить від інтенсивності використання об'єкта за призначенням. Для таких об'єктів наробіток зазвичай виражають через обсяг виконаної роботи або число робочих циклів.
Наробіток залежить від технічних характеристик об'єкта (виробу) і умов його експлуатації. Так, добовий наробіток екскаватора, що виражається в кубометрах вийнятого ґрунту, залежить від тривалості його роботи, від фізичних властивостей ґрунту, від об'єму ковша тощо.
Якщо трактувати поняття «час» в узагальненому сенсі — як параметр, що слугує для опису послідовності подій та зміни станів, то принципова різниця між наробітком і часом відсутня навіть у тому випадку, коли наробіток є цілочисельною величиною (наприклад, календарний час теж відраховують у днях, місяцях, кварталах тощо). Тому наробіток і споріднені з ним величини (ресурс, залишковий ресурс) віднесено до категорії часових понять.
У міжнародних документах уведена детальна класифікація часових понять, що відносяться до наробітку:
- потрібний наробіток (англ. required time);
- тривалість планового простою (англ. non-required time);
- тривалість планового простою працездатного об'єкта (англ. idle time) тощо.

## Характеристики наробітку
Оскільки на наробіток впливають такі фактори, як температура і вологість навколишнього середовища, відмінності у структурі і міцності деталей та механізмів, з яких складається об'єкт тощо, можна вважати наробіток випадковою величиною. Його характеристиками є:
- Наробіток до відмови (англ. operating time to failure) — наробіток об'єкта від початку експлуатації до виникнення першої відмови технічний параметр, що характеризує надійність ремонтопридатних виробів.
- Середній наробіток до відмови (англ. mean operating time to first failure, MTTF) — математичне сподівання наробітку об'єкта до першої відмови.
- Середній наробіток між відмовами (англ. mean time between failures, MTBF) — відношення сумарного наробітку відновлюваного об'єкта до математичного сподівання числа його відмов протягом цього наробітку тобто показує, який наробіток (переважно у годинах) у середньому припадає на одну відмову (скор. наробіток на відмову).
- Ресурс (англ. useful life, life) — сумарний наробіток об'єкта від початку його експлуатації чи поновлення після ремонту до переходу в граничний стан.

На стадії проектування виробу його середній наробіток до першої відмови або наробіток на відмову розраховується за характеристиками безвідмовності комплектувальних елементів. При експлуатації виробу ці показники визначаються методами математичної статистики за даними про наробіток однотипних виробів.